# Боноз Сардикийский
Боно́з, или Боно́зус (лат. Bonosius; IV век) — христианский богослов, епископ Сардикский, в Иллирии. Отрицал приснодевство Богоматери, за что был осуждён капуанским собором (391).

## Биография
Учение Боноза состояло в том, что, подобно евионитам, антидикомарианитам, Гельвидию, он был противником приснодевства Марии и утверждал, что Дева Мария, после чудесного Его рождения, вступила с Иосифом в действительный брак и родила детей, известных по Евангелию как братьев Господних. Кроме того, Боноз как Фотин Сирмийский отрицал божественность Христа.
Митрополит Солунский Анизий (лат. Anysius) и другие епископы Иллирии осудили учение Боноза и отлучили его от Церкви. Капуанский собор (391), перед которым дело Боноза было представлено, осудил и низложил Боноза. Римский епископ Сириций в письме к епископам утвердил приговор против Боноза и осудил его учение.
Несмотря на осуждение, и благоразумные советы со стороны Амвросия, Боноз продолжал выполнять епископское служение, рукополагая как иереев, так и епископов. Римский папа Иннокентий I написал два письма относительно Боноза, одно Маркиану, епископу Наисситанскому (лат. Marciano, episcopo Naissitano) (409), а другое епископам Македонии (414), в письмах Иннокентий говорит о том, что клирики, рукоположенные Бонозом до его осуждения, должны быть приняты в Церковь без повторного рукоположения. В письмах Иннокентий говорит о Бонозе как о умершем, исходя из этого, получается, что Боноз умер в конце четвертого или начале пятого века.
Последователи Боноза, бонозианцы, существовали еще в VI веке. Форму Крещения бонозианцы не изменили, и их принимали в Церковь без повторного Крещения. На юге Франции и Испании фотиниане слились с бонозианцами и адопцианистами. Сообщения о бонозианцах исчезают у писателей в VII веке.